# Louis-Adrien Prévost d'Arlincourt
Louis-Adrien Prévost d'Arlincourt, né le 23 mai 1744 à Évreux et mort guillotiné le 19 floréal an II (8 mai 1794) à Paris six jours avant son père, est un fermier général et un contre-révolutionnaire.

## Famille
Son père Charles-Adrien Prévost d'Arlincourt est né en 1718 à Doullens en Picardie et il est guillotiné le 25 floréal an II (14 mai 1794) à Paris. Fermier général de 1763 à 1780, il a épousé le 22 avril 1743  Marguerite de La Haye de la Gonnière (1722-1763). Elle est la tante du docteur Jean-Baptiste Dumangin qui soigne et autopsie Louis XVII en juin 1795.
Ses deux sœurs : Claude Victoire Prévost d'Arlincourt (1745-1811), elle épouse le 30 juin 1766 dans la chapelle particulière de Mr de Cuisy à Clamart Jean-Pierre de Fumeron de Verrière (1743-1826), commis au bureau de la Guerre, et Marguerite Marie Prévost d'Arlincourt (1750-1797), elle épouse en 1770 Armand Henri Beaudouin, seigneur de Guémadeuc, Maître des Requêtes et Conseiller au Grand Conseil.
Ses deux épouses : En premières noces, il épouse en 1774 Antoinette Juste Constant de la Sarra (1754-1779). Ils ont un fils, Charles Antoine Prévost d'Arlincourt (1778-1856) maître des requêtes au Conseil du Roi.
En secondes noces, il épouse le 8 août 1785 Marie Jeanne Gourgon de Précy (1749-1813), veuve de Jean Baptiste Taffard, Intendant de Saint-Domingue qui est mort en mars 1780 à bord du vaisseau le Palmier qui le mène dans l'île pour prendre son poste. Il donne son autorisation trois semaines avant son exécution pour le mariage de ses deux belles-filles, le 11 et 12 avril 1794 ; Marie Victoire Éléonor Taffard avec Armand Thomas Cugnot de l’Épinay (1775-1809), le fils d'un de ses codétenus et Marie Elisabeth Alexandrine Taffard avec Pierre Joseph Fabien de Bourgade (1770-). Ils ont 2 fils, Charles Marie Alexandre Prévost d'Arlincourt (1787-1864) aide de camp du roi de Naples Murat, et Charles-Victor Prévost d'Arlincourt (1788-1856), un célèbre romancier du XIXe siècle.

## Biographie

### Fermier général
En 1771, Louis Adrien Prévost d'Arlincourt est fermier général adjoint de son père et en 1780, il lui succède en qualité de titulaire.
Comme son père, c'est un monarchiste absolutiste, conservateur, traditionaliste, catholique ultramontain et un contre-révolutionnaire de l'intérieur très actif et extrêmement courageux. C'est ce que révèlent ses quelques activités politiques répertoriées.
Il est avec ses deux sœurs le légataire universel d'Elisabeth Legrand, sa grand-tante (1695-1768), épouse du fermier général Philippe Cuisy (1691-1779). Ils héritent en 1772, d'une partie d'un immeuble rue des Mauvaises-Paroles à Paris no 20 (rue des Lavandières-Ste-Opportune).
Son père, lui cède le fief de la Mérantais à Magny-les-Hameaux près de Chevreuse. Sa propriété se trouve en bordure du Grand parc de chasse de Louis XIV qui entoure le Château de Versailles. A proximité de sa propriété la Porte de Mérantais y donne accès. La propriété est vendue le 25 pluviose an XII (29 janvier 1804) par les héritiers de M. d'Arlincourt.
Il loge dans Paris, rue Saint-Honoré no 342, dans l'hôtel appartenant à son père.

### Sous la Révolution une tentative de substitution du Dauphin
Il est, dit-on, l'âme d'un projet qui consistait à substituer au dauphin - d'accord avec Marie-Antoinette - son propre fils. Mais les détails du projet son tels qu'il ne semble pas qu'une pareille tentative ait jamais été tentée ni même conçue. La famille d'Arlincourt est dévouée à ses princes. Il fut convenu que Madame d'Arlincourt, née Marie Jeanne Gourgon de Précy (1749-1813) qui habite alors le château de Mérantais, à six lieues de Paris, en bordure du Grand parc de Versailles, et qui a deux fils dont l'aîné, un peu plus jeune, a la taille du Dauphin, partirait pour les eaux des Pyrénées avec ses deux enfants; et que le fils de Louis XVI serait substitué à l'un d'eux. Des Pyrénées on se serait rendu à Madrid.
Voici ce qu'écrit son fils cadet, le romancier Charles-Victor Prévost d'Arlincourt dit le vicomte d'Arlincourt dans la préface de son roman « Les fiancés de la mort  » paru en 1850 : « Le jour du départ fut fixé. La reine Marie-Antoinette devait mener elle-même Louis XVII au château de Mérantais. Elle devait y arriver de Versailles au milieu de la nuit ; et, pour n'être vue de personne, elle devait entrer par une petite porte du parc qui ouvrait au loin sur la campagne : la porte s'appelait Marmusson. » « Madame d'Arlincourt avait tout préparé pour le succès de l'entreprise. La nuit fixée pour le départ était venue. La voiture était chargée ; les chevaux allaient être attelés : Madame d'Arlincourt, dont le cœur battait d’espérance autant que de dévouement, se rend à la petite porte du parc à l'heure où devaient arriver la reine et l'héritier du trône. Personne ne s'y présente. Aucun message. Silence profond. Madame d'Arlincourt passe la nuit entière à prêter l'oreille aux moindres bruits ; et, appuyée contre le mur, à attendre sans voir venir. Ce fut une cruelle nuit... Une nuit de frayeur et d'angoisses !... » « Hélas ! la malheureuse reine de France, au moment de mettre à exécution son projet, ne s'en était plus senti le courage; elle avait consulté de nouveau... La fuite du jeune prince allait compromettre, à n'en pouvoir douter, le roi et son auguste famille. Une foule de réflexion ébranlaient la résolution prise... L'indécision s'était prolongée. La reine enfin avait changé d'avis. La fatalité l'emportait. »

### Vol des diamants de laCouronne de France
Le vol des diamants de la Couronne ne se déroule peut-être pas en septembre 1792 comme cela arrange les affaires du gouvernement révolutionnaire, dominé par Danton et formé après la journée du 10 août 1792, mais les dimanche 5 et le lundi 6 août 1792. Cette manœuvre est à mettre en parallèle avec le don fait par Louis-Adrien Prévost d'Arlincourt effectué, le même jour, au bénéfice de Louis XVI, (lire ci-dessous, le Testament de mort) et aussi, avec la préparation de l'insurrection du 10 août 1792 : « Enquête sur le vol des diamants de la Couronne. » « DARLINCOURT, 23 frimaire 2e année (13 décembre 1793) » « Le Comité arrête que perquisition exacte seront faites chez le nommé Darlincourt (dans son hôtel du 342 rue Saint-Honoré à Paris), à l'effet de découvrir six malles sorties du Garde-Meuble National le dimanche (5 août) et le lundi (6 août) qui ont précédé le (vendredi) 10 août 1792, appartenant au nommé (Baude) Pont-l'Abbé émigré, gendre de Thierry (de Ville-d'Avray) et conduites par le nommé Azélé son homme de confiance chez les Darlincourt (Charles et Louis); examen sera fait de ses papiers, et de ceux du d. Azélé, et les susnommés, et tout autres chez eux trouvés suspecte, conduite dans une maison d'arrêt pour y rester détenu par mesure de sûreté générale, les papiers trouvés suspects seront apportés au Comité, charge le citoyen Baillieux. » « Les Représentants du peuple, membres du Comité de sûreté générale et de surveillance de la Convention nationale. » « signé : Dubarran, Louis du Bas-Rhin, Bayle, Vadier, Élie Lacoste, Lavicomterie,. »

### Arrêté avec tous les fermiers généraux
Sur la proposition de Bourdon de l'Oise qui d'après Robespierre Il joint la perfidie à la fureur, et d'après Baudot Chez lui, entre la raison et la folie, il n'y avait qu'un cheveu, la  Convention décrète le 4 frimaire an III (24 novembre 1793), l'arrestation des anciens fermiers généraux, intendants et receveurs généraux des finances. À partir du 25, Louis-Adrien Prévost d'Arlincourt 49 ans, son cousin Etienne Marie de La Haye 36 ans, le chimiste Antoine Lavoisier 50 ans, en tout 34 fermiers généraux sont arrêtés.

### Testament de mort
Lettre postdatée du 26 floréal an II (15 mai 1794). C'est une erreur de Louis-Adrien Prévost d'Arlincourt qui reste attaché au calendrier grégorien.« Testament de mort fait quelques moments avant de monter à l'échafaud. » « À  Paris le 26 floréal an II de la République (15 mai 1794) (Louis a été guillotiné le 8 mai et son père Charles le 14 mai). » « Je dois éclaircir ma famille sur l'état de ma fortune dans ce moment où je n'ai plus rien à espérer pour ma vie ! J'ai ruiné ma femme, mes enfants, mes créanciers pour fournir des secours à mon roi Louis seize. J'ai fait revenir mes fonds d'Angleterre et de Bruxelles. » « Sur la demande que me fit ce monarque de lui prêter deux millions en Assignats, le 6 août 1792, je les lui apportai en présence de la Reine et de Monsieur (Arnauld)  de La Porte (Intendant de la Liste civile). Ils m'en donnèrent le titre que j'ai brûlé. Leurs Majestés m'ayant assuré que cette lettre serait constatée par l'Empereur (d'Autriche) et le Roi d'Espagne. Toujours d'après les désirs du Roi, j'ai fourni cent mille écus aux deux princes ses frères (Provence et d'Artois) et deux cent mille écus romains à Mesdames ses tantes pour les faire vivre à Rome. J'ai cru remplir mon devoir en servant mon Roi et sa famille. J'espère que mon fils aîné (Charles Antoine 16 ans) partagera les ressources qu'il a avec ses frères (Charles Marie 7 ans et Charles-Victor 5 ans) jusqu'au moment où les princes pourront faire honneur à des dettes aussi sacrées pour eux. D'Arlincourt (Louis-Adrien Prévost). » Il est guillotiné place de la Révolution le 8 mai 1794, à l'âge de cinquante ans, en même temps que 26 anciens fermiers généraux.